# Faucherea tampoloensis
Faucherea tampoloensis är en tvåhjärtbladig växtart som beskrevs av Aubrev. Faucherea tampoloensis ingår i släktet Faucherea och familjen Sapotaceae. Inga underarter finns listade i Catalogue of Life.